# Espulsore
L'espulsore è un meccanismo presente sulle armi da fuoco a retrocarica con cartuccia a bossolo metallico, sia semiautomatiche che automatiche. In genere è costituito da un risalto oppure da una leva o dente metallico, fissato alla culatta, che al momento dell'apertura e dell'arretramento dell'otturatore, va ad urtare il bossolo spento agganciato dall'estrattore e gli imprime, rispetto a quest'ultimo, un movimento di rotazione trasversale, liberando in questo modo l'accesso alla camera di scoppio per il colpo successivo.